# Nowe Skalmierzyce (gemeente)
De gemeente Nowe Skalmierzyce is een stad- en landgemeente in het Poolse woiwodschap Groot-Polen, in powiat Ostrowski (Groot-Polen).
De zetel van de gemeente is in Skalmierzyce.
Op 30 juni 2004 telde de gemeente 15 176 inwoners.

## Oppervlakte gegevens
In 2002 bedroeg de totale oppervlakte van gemeente Nowe Skalmierzyce 125,67 km², waarvan:
- agrarisch gebied: 90%
- bossen: 3%

De gemeente beslaat 10,83% van de totale oppervlakte van de powiat.

## Demografie
Stand op 30 juni 2004:
| Omschrijving                   | Totaal | Totaal | Vrouwen | Vrouwen | Mannen | Mannen |
| ------------------------------ | ------ | ------ | ------- | ------- | ------ | ------ |
| eenheid                        | aantal | %      | aantal  | %       | aantal | %      |
| inwoners                       | 15 176 | 100    | 7734    | 51      | 7442   | 49     |
| bevolkingsdichtheid (inw./km²) | 120,8  | 120,8  | 61,5    | 61,5    | 59,2   | 59,2   |

In 2002 bedroeg het gemiddelde inkomen per inwoner 1231,7 zł.

## Plaatsen

### Stad
- Nowe Skalmierzyce.

### Administratieve plaatsen (sołectwo)
Biskupice, Biskupice Ołoboczne, Boczków, Chotów, Droszew, Fabianów, Gałązki Małe, Gałązki Wielkie, Głóski, Gniazdów, Gostyczyna, Kościuszków, Kotowiecko, Kurów, Leziona, Mączniki, Miedzianów, Osiek, Skalmierzyce (2 sołectwa), Strzegowa, Śliwniki, Śmiłów, Trkusów, Węgry, Żakowice.

### Dorpen
- Skalmierzyce,
- Kotowiecko
- Miedzianów
- Boczków
- Ociąż
- Biskupice Ołoboczne
- Śliwniki
- Chotów
- Gostyczyna
- Droszew

## Aangrenzende gemeenten
Godziesze Wielkie, Gołuchów, Kalisz, Ostrów Wielkopolski, Sieroszewice

Stad- en landgemeenten:
Nowe Skalmierzyce · Odolanów · Raszków

Landgemeenten:
Ostrów Wielkopolski (regeringsplaats) · Przygodzice · Sieroszewice · Sośnie